# Krunoslav Lovrek
Krunoslav Lovrek (Varaždin, 11 settembre 1979) è un ex calciatore croato, di ruolo attaccante.

## Carriera
Il 12 ottobre 2022 si ritira dal calcio giocato in seguito al sedicesimo di finale di Coppa di Croazia perso in casa contro una sua ex squadra, l'Hajduk Spalato (1-5).

## Statistiche

### Cronologia presenze e reti in nazionale
| Cronologia completa delle presenze e delle reti in nazionale ― Croazia under 21 | Cronologia completa delle presenze e delle reti in nazionale ― Croazia under 21 | Cronologia completa delle presenze e delle reti in nazionale ― Croazia under 21 | Cronologia completa delle presenze e delle reti in nazionale ― Croazia under 21 | Cronologia completa delle presenze e delle reti in nazionale ― Croazia under 21 | Cronologia completa delle presenze e delle reti in nazionale ― Croazia under 21 | Cronologia completa delle presenze e delle reti in nazionale ― Croazia under 21 | Cronologia completa delle presenze e delle reti in nazionale ― Croazia under 21 |
| Data                                                                            | Città                                                                           | In casa                                                                         | Risultato                                                                       | Ospiti                                                                          | Competizione                                                                    | Reti                                                                            | Note                                                                            |
| ------------------------------------------------------------------------------- | ------------------------------------------------------------------------------- | ------------------------------------------------------------------------------- | ------------------------------------------------------------------------------- | ------------------------------------------------------------------------------- | ------------------------------------------------------------------------------- | ------------------------------------------------------------------------------- | ------------------------------------------------------------------------------- |
| 10-10-2000                                                                      | Koprivnica                                                                      | Croazia under 21                                                                | 3 – 1                                                                           | Scozia under 21                                                                 | Qual. Europeo Under-21 2002                                                     | -                                                                               | 90+2’                                                                           |
| Totale                                                                          |                                                                                 | Presenze                                                                        | 1                                                                               |                                                                                 | Reti                                                                            | 0                                                                               |                                                                                 |

## Palmarès

### Club

#### Competizioni nazionali
- Campionato croato: 2

NK Zagabria: 2001-2002
Hajduk Spalato: 2004-2005
- K League 1: 1

Jeonbuk Hyundai: 2011